# Hoa hậu Hoàn vũ 2003
Hoa hậu Hoàn vũ 2003 là cuộc thi Hoa hậu Hoàn vũ lần thứ 52 được tổ chức vào ngày 3 tháng 6 năm 2003 tại Trung tâm Hội nghị Figali, Thành phố Panama, Panamá. Cuối buổi đêm chung kết, Hoa hậu Hoàn vũ 2002 Justine Pasek đến từ Panamá đã trao lại vương miện cho người kế nhiệm là Amelia Vega, đến từ Cộng hòa Dominican. Cuộc thi có tất cả 71 thí sinh tham gia đến từ các quốc gia và vùng lãnh thổ trên thế giới.
Đây là lần thứ hai Panama tổ chức cuộc thi, lần trước là vào năm 1986. Lần đầu tiên ấn bản cuộc thi Hoa hậu Hoàn vũ được phát sóng trên NBC.

## Kết quả

### Thứ hạng
| Kết quả              | Thí sinh |
| -------------------- | --- |
| Hoa hậu Hoàn vũ 2003 | - Cộng hòa Dominican – Amelia Vega |
| Á hậu 1              | - Venezuela – Mariángel Ruiz |
| Á hậu 2              | - Nam Phi – Cindy Nell |
| Á hậu 3              | - Serbia và Montenegro – Sanja Papić |
| Á hậu 4              | - Nhật Bản – Miyako Miyazaki |
| Top 10               | - Brazil – Gislaine Ferreira - Canada – Leanne Cecile - Cộng hòa Séc – Kateřina Smržová - Namibia – Ndapewa Alfons - Trinidad và Tobago – Faye Alibocus |

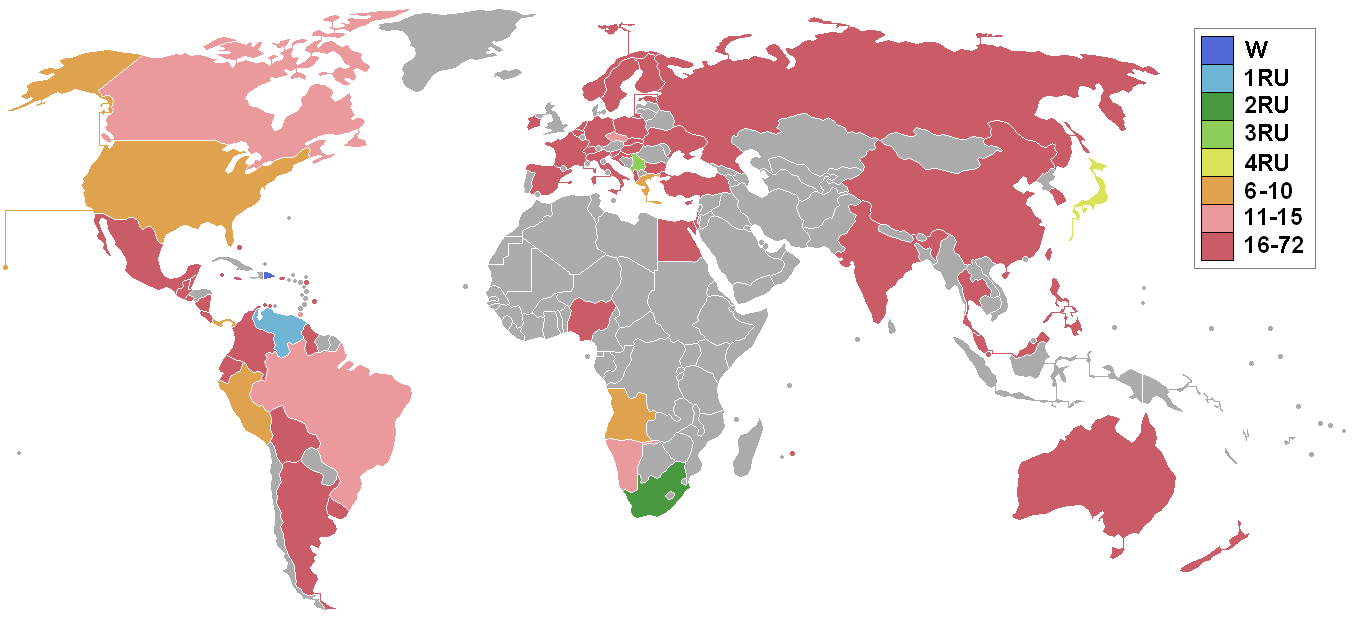
Các quốc gia và lãnh thổ tham gia Hoa hậu Hoàn vũ 2003 và kết quả.

| Top 15               | - Angola – Ana Sebastião - Hy Lạp – Marietta Chrousala - Panama – Stefanie de Roux - Peru – Claudia Ortiz de Zevallos - Hoa Kỳ – Susie Castillo         |

### Trang phục dân tộc đẹp nhất
| Kết quả   | Thí sinh                                                       |
| --------- | -------------------------------------------------------------- |
| Giải Nhất | - Cộng hòa Dominican – Amelia Vega                             |
| Top 3     | - Panama – Stefanie de Roux - Peru – Claudia Ortiz de Zevallos |

### Các giải thưởng đặc biệt
| Giải thưởng        | Thí sinh                         |
| ------------------ | -------------------------------- |
| Hoa hậu Thân thiện | - Antigua và Barbuda – Kai Davis |
| Hoa hậu Ảnh        | - Puerto Rico – Carla Tricoli    |

### Thứ tự gọi tên
| 1. Nam Phi 2. Trinidad và Tobago 3. Venezuela 4. Hy Lạp 5. Panama 6. Cộng hòa Séc 7. Namibia 8. Canada 9. Brazil 10. Serbia và Montenegro 11. Hoa Kỳ 12. Angola 13. Nhật Bản 14. Cộng hòa Dominican 15. Peru | 1. Cộng hòa Séc 2. Canada 3. Brazil 4. Trinidad và Tobago 5. Serbia và Montenegro 6. Nam Phi 7. Namibia 8. Venezuela 9. Cộng hòa Dominican 10. Nhật Bản | 1. Venezuela 2. Nhật Bản 3. Nam Phi 4. Cộng hòa Dominican 5. Serbia và Montenegro |

## Giám khảo
- Deborah Carthy-Deu – Hoa hậu Hoàn vũ 1985 đến từ Puerto Rico.
- Audrey Quock – Siêu mẫu quốc tế.
- Roberto Cavalli – Nhà thiết kế thời trang.
- Peter Reckell – Diễn viên hát opera người Mỹ.
- Matthew St Patrick – Nam diễn viên chương trình "Six Feet Under".
- Fernanda Tavares – Người mẫu quốc tế.
- Richard Johnson – Chuyên gia bình luận của tờ New York Post.
- Amelia Marshall –  Nữ diễn viên người Mỹ gốc Phi.
- María Celeste Arrarás – Phóng viên, người dẫn chương trình của kênh Telemundo.

## Nhạc nền
- Khai mạc: "Victory" của Bond.
- Trình diễn Trang phục truyền thống: "Gypsy Rhapsody" của Bond.
- Thứ tự công bố thứ hạng: "Allegretto" của Bond.
- Phần thi Áo tắm: "Fuego" của nhóm nhạc Bond (trình diễn trực tiếp).
- Phần thi Dạ hội: "Shine", "Strange Paradise", "Libertango" của nhóm nhạc Bond (trình diễn trực tiếp).
- Giải trí: "Torero" của Chayanne (hát trực tiếp).

## Thí sinh
| Quốc gia/Lãnh thổ           | Thí sinh                  |
| --------------------------- | ------------------------- |
| Albania                     | Denisa Kola               |
| Angola                      | Ana Sebastião             |
| Antigua và Barbuda          | Kai Davis                 |
| Argentina                   | Laura Romero              |
| Aruba                       | Malayka Rasmijn           |
| Úc                          | Ashlea Talbot             |
| Bahamas                     | Nadia Johnson             |
| Barbados                    | Nadia Forte               |
| Bỉ                          | Julie Taton               |
| Belize                      | Becky Bernard             |
| Bolivia                     | Irene Aguilera            |
| Brasil                      | Gislaine Ferreira         |
| Bulgaria                    | Elena Tihomirova          |
| Canada                      | Leanne Marie Cecile       |
| Quần đảo Cayman             | Nichelle Welcome          |
| Trung Quốc                  | Ngô Vi                    |
| Colombia                    | Diana Mantilla            |
| Costa Rica                  | Andrea Ovares             |
| Croatia                     | Ivana Delic               |
| Curaçao                     | Vanessa van Arendonk      |
| Síp                         | Ivi Lazarou               |
| Cộng hòa Séc                | Kateřina Smržová          |
| Cộng hòa Dominican          | Amelia Vega               |
| Ecuador                     | Andrea Jácome             |
| Ai Cập                      | Nour El-Samary            |
| El Salvador                 | Diana Valdivieso          |
| Estonia                     | Katrin Susi               |
| Phần Lan                    | Anna Maria Strömberg      |
| Pháp                        | Emmanuelle Chossat        |
| Đức                         | Alexsandra Vodjanikova    |
| Hy Lạp                      | Marietta Chrousala        |
| Guatemala                   | Florecita Cobian          |
| Guyana                      | Leanna Damond             |
| Hungary                     | Viktoria Tomozi           |
| Ấn Độ                       | Nikita Anand              |
| Ireland                     | Lesley Flood              |
| Israel                      | Sivan Klein               |
| Ý                           | Silvia Ceccon             |
| Jamaica                     | Michelle Lecky            |
| Nhật Bản                    | Miyako Miyazaki           |
| Hàn Quốc                    | Keum Na-na                |
| Malaysia                    | Elaine Daly               |
| Mauritius                   | Marie-Aimée Bergicourt    |
| México                      | Marisol González          |
| Namibia                     | Ndapewa Alfons            |
| Hà Lan                      | Tessa Brix                |
| New Zealand                 | Sharee Adams              |
| Nicaragua                   | Claudia Salmeron          |
| Nigeria                     | Celia Ohumotu             |
| Na Uy                       | Hanne-Karine Sørby        |
| Panama                      | Stefanie de Roux          |
| Peru                        | Claudia Ortiz de Zevallos |
| Philippines                 | Carla Balingit            |
| Ba Lan                      | Iwona Makuch              |
| Puerto Rico                 | Carla Tricoli             |
| Nga                         | Olesya Bondarenko         |
| Serbia và Montenegro        | Sanja Papić               |
| Singapore                   | Bernice Wong              |
| Slovakia                    | Petra Mokrošová           |
| Slovenia                    | Polona Baš                |
| Nam Phi                     | Cindy Nell                |
| Tây Ban Nha                 | Eva González              |
| Thụy Điển                   | Helena Stenbäck           |
| Thụy Sĩ                     | Nadine Vinzens            |
| Đài Bắc Trung Hoa/ Đài Loan | Trần Tư Vũ                |
| Thái Lan                    | Yaowalak Traisurat        |
| Trinidad & Tobago           | Faye Alibocus             |
| Thổ Nhĩ Kỳ                  | Özge Ulusoy               |
| Ukraina                     | Lilja Kopytova            |
| Hoa Kỳ                      | Susie Castillo            |
| Venezuela                   | Mariángel Ruiz            |

## Thông tin về các cuộc thi quốc gia

### Trở lại
Lần cuối tham gia vào năm 1999:
- Barbados

Lần cuối tham gia vào năm 2000:
- Belize

Lần cuối tham gia vào năm 2001:
- Argentina
- New Zealand
- Đài Bắc Trung Hoa (Đài Loan)

### Thay thế
- Cộng hòa Séc – Người chiến thắng ban đầu của cuộc thi Hoa hậu Cộng hòa Séc 2002, Kateřina Průšová không tham gia do kỹ năng tiếng Anh không tốt.  Á hậu 1 của cuộc thi là Kateřina Smržová đã thay thế tham gia Hoa hậu Thế giới 2002 và Hoa hậu Hoàn vũ 2003[4].
- Ai Cập – Hoa hậu Ai Cập 2003, Horreya Farghally quyết định từ bỏ vương miện do nhận được sự chỉ trích của báo chí về một số tin đồn về cuộc hôn nhân bí mật của cô, gây ảnh hưởng đến uy tín[5].
- Estonia – Hoa hậu Estonia 2003, Maili Nomm không thể tham gia cuộc thi do không đủ tuổi. Cô đã tham gia Hoa hậu Châu Âu 2003 thay thế[6][7].
- Ba Lan – Người chiến thắng ban đầu của cuộc thi Hoa hậu Ba Lan 2002, Marta Matyjasik đã quyết định không tham gia Hoa hậu Hoàn vũ 2003 vì lý do học tập. Cô sau đó đã tham gia Hoa hậu Trái Đất 2003 và đoạt giải Hoa hậu Lửa (tức Á hậu 3). Iwona Makuch đã thay thế tham gia cuộc thi Hoa hậu Hoàn vũ năm đó.
- Nga – Ban đầu là người chiến thắng cuộc thi Hoa hậu Nga 2002, Svetlana Koroleva dự định tham gia Hoa hậu Hoàn vũ 2003, nhưng cô đã tham gia Hoa hậu châu Âu  2002 trước đó tại Liban và giành được vương miện, khiến cô không thể tham gia Hoa hậu Hoàn vũ[8]. Vì vậy, Tổ chức Hoa hậu Nga đã tổ chức một cuộc thi nhỏ mang tên "Hoa hậu Hoàn vũ Nga 2003" và người chiến thắng là Yulia Ahonkova đến từ Moskva, nhưng cô đã không thể tham dự cuộc thi Hoa hậu Hoàn vũ vì cô chưa đủ tuổi. Trên thực tế, cô ấy đã 18 tuổi vào ngày 1 tháng 2 của năm đó, trong khi sinh nhật cô là ngày 5 tháng 2. Yulia về sau tham gia Hoa hậu châu Âu 2003. Sau đó, Tổ chức Hoa hậu Nga đã chọn một người mẫu 22 tuổi đến từ Nizhny Novgorod - Maria Smirnova để tham gia Hoa hậu Hoàn vũ 2003, nhưng các quan chức của Tổ chức Hoa hậu Hoàn vũ đã từ chối cô vì những bức ảnh khỏa thân của cô chụp cho tạp chí Playboy Russia từ tháng 1 đến tháng 2 năm 2000[9][10]. Cuối cùng, Tổ chức Hoa hậu Hoàn vũ đã chấp nhận Á hậu 1 cuộc thi Hoa hậu Nga 2002, Olesya Bondarenko đến từ Khabarovsk làm đại diện Nga tại Hoa hậu Hoàn vũ 2003 mặc dù thực tế cô không phải là người chiến thắng chính thức của cuộc thi quốc gia.

### Đổi tên
- Nam Tư đổi tên thành Serbia & Montenegro.

### Bỏ cuộc
- Quần đảo Virgin (Anh) – Bethsaida Smith – Do thiếu tài trợ.
- Chile – Không có cuộc thi nào được tổ chức vì không có giấy cấp phép của Tổ chức Hoa hậu Hoàn vũ[11].
- Ghana – Không có cuộc thi do thay đổi lịch tổ chức. Cuộc thi đã được hoãn lại cho đến mùa xuân năm 2004[12].
- Honduras – Eduardo Zablah, từng là giám đốc của cuộc thi Hoa hậu Hoàn vũ Honduras nhưng đã mất giấy phép của Tố chức Hoa hậu Hoàn vũ sau những cáo buộc quấy rối tình dục và những lạm dụng đối với người chiến thắng năm 2002, Erika Ramirez. Cô đã chống lại tổ chức của ông[13]. Do đó, Honduras đã không tham gia Hoa hậu Hoàn vũ cho đến năm 2007.
- Kenya – Cuộc thi được hoãn lại cho đến năm 2004.
- Bắc Mariana – Hoa hậu Quần đảo Bắc Mariana 2003, Kimberly Nicole Castro Reyes đã không tham gia vì thiếu tài trợ. Cô ấy về sau tham gia Hoa hậu Thế giới 2003.
- Bồ Đào Nha – Không có cuộc thi nào được tổ chức do thiếu tài trợ.
- Uruguay – Không có cuộc thi nào được tổ chức do cuộc khủng hoảng kinh tế Uruguay năm 2002, giám đốc quốc gia của cuộc thi Jorge Baeza bị ảnh hưởng bởi các vấn đề kinh tế[14].
- Quần đảo Virgin (Mỹ) – Không có cuộc thi nào được tổ chức do thiếu tài trợ.

#### Trong cuộc thi
- Iceland – Hoa hậu Iceland 2002, Manuela Ósk Harðardóttir đã rút khỏi cuộc thi do bị mất nước vì thời tiết khiến cô không thể tham gia vòng sơ khảo[15][16]. Cô đã ở lại Panamá cho đến khi cuộc thi kết thúc cùng với bạn trai của cô.

### Không tham gia
- Algeria – Mounia Achlaf.[17]
- Cameroon – Diane Ngo Mouaha – Tổ chức cuộc thi Hoa hậu Cameroon tỏ ra sự quan tâm đến Hoa hậu Hoàn vũ và Hoa hậu Thế giới và gửi giấy cấp phép cho Diane tới cả hai cuộc thi nhưng cuối cùng những tin đồn đó chỉ là một trò lừa bịp[18].
- Quần đảo Cook – Hoa hậu Hoàn vũ Quần đảo Cook 2002, Donna Tuara đã không tham gia vì thiếu tài trợ.
- Guam – Không có cuộc thi nào được tổ chức do thiếu tài trợ[12].
- Indonesia – Melanie Putria Dewita Sari
- Liban – Cuộc thi quốc gia sẽ được tổ chức vào tháng 3, nhưng đã bị trì hoãn do chiến tranh Iraq nổ ra[19]. Sau đó cuộc thi đã được tổ chức vài ngày trước cuộc thi Hoa hậu Hoàn vũ[20].
- Madagascar – Hoa hậu Hoàn vũ Madagascar 2003, Joyce Ramarofahatra đã không tham gia vì thiếu tài trợ[7].
- Malta – Tiziana Mifsud – Tổ chức Hoa hậu Miss Malta mất giấy phép của Hoa hậu Hoàn vũ.
- Việt Nam – Cuộc thi đã bị hoãn lại cho đến tháng 1 năm 2004[12].

## Thông tin về cuộc thi
Ghi nhận lịch sử
- Top 5 chung kết góp mặt đại diện của cả năm khu vực: châu Phi (Nam Phi), châu Á - Thái Bình Dương (Nhật Bản), châu Âu (Serbia & Montenegro), châu Mỹ (Venezuela), vùng Caribe (Cộng hòa Dominican). Điều này lại xảy ra tương tự vào năm 2010.
- Năm 2003 chấm dứt 11 năm liên tục của Ấn Độ lọt vào bán kết Hoa hậu Hoàn vũ.
- Lần đầu tiên Angola và Serbia & Montenegro lọt vào bán kết. Đối với Serbia & Montenegro thì đây là lần đầu tiên và cũng là lần cuối cùng do đến năm 2006, nước này tách thành hai nước Serbia và Montenegro.
- Do sự cản trở của Trung Quốc, Đài Loan đã buộc phải đổi tên dải băng quốc gia của mình sang Đài Bắc Trung Hoa. Tuy nhiên, Tổ chức của cuộc thi đã cho phép Trần Tư Vũ sử dụng dải băng mang tên Đài Loan (Taiwan) khi không xuất hiện trên sân khấu và sử dụng dải băng mang tên Đài Bắc Trung Hoa (Chinese Taipei) khi xuất hiện trên sân khấu[1][2][3].